# دزیره ون لونترن
دزیره ون لونترن (انگلیسی: Desiree van Lunteren؛ زادهٔ ۳۰ دسامبر ۱۹۹۲) بازیکن فوتبال اهل پادشاهی هلند است.
از باشگاه‌هایی که در آن بازی کرده‌است می‌توان به باشگاه فوتبال زنان فرایبورگ و باشگاه فوتبال آژاکس آمستردام اشاره کرد.
وی همچنین در تیم ملی فوتبال زنان هلند بازی کرده‌است.